# CD Tropezón
CD Tropezón is een Spaanse voetbalclub uit Torrelavega die meestal uitkomt in de Tercera División maar af en toe een treetje hoger speelt in de Segunda División B. De laatste keer was dit in het seizoen 2014/15. De club werd in 1983 opgericht.